# حفر (فلم)
حُفر (بالإنجليزية: Holes) هو فيلم كوميديا أمريكي 2003 من إخراج أندرو ديفيس ومن بطولة شيا لابوف وسيغورني ويفر وجون فويت وهنري وينكلر
.

## قصة الفيلم
تدور قصة الفيلم حول ستانلي يالنتس (شيا لابوف) الذي يُحكم عليه بقضاء فترة معينة في مخيم لاصلاح المراهقين يعرف باسم مخيم غرين ليك وذلك بعد اتهامه بجريمة لم يرتكبها في واقع الأمر، وهناك يمر ستانلي بأوقات عصيبة، إذ يجد ان غرين ليك ما هي إلا بحيرة جافة منذ عشرات السنين وان المخيم يقع في وسط صحراء مليئة بالثعابين والسحالي القاتلة.

## إيرادات شباك التذاكر
حقق الفيلم أرباحا تقدر بـ $71,406,573

## وصلات خارجية
- مقالات تستعمل روابط فنية بلا صلة مع ويكي بيانات

1. ↑  "معلومات عن حفر (فيلم) على موقع lumiere.obs.coe.int". lumiere.obs.coe.int. مؤرشف من الأصل في 2021-03-04.
2. ↑  "معلومات عن حفر (فيلم) على موقع tv.com". tv.com. مؤرشف من الأصل في 2020-08-13.
3. ↑  "معلومات عن حفر (فيلم) على موقع kinopoisk.ru". kinopoisk.ru. مؤرشف من الأصل في 2016-12-24.